# Tetramorium hobbit
Tetramorium hobbit — вид дрібних мурашок роду Tetramorium з підродини Myrmicinae.
Мешкає на острові Мадагаскар, виявлений на висотах від 80 до 923 м над рівнем моря.